# Eliher Flores Prieto
Eliher Saúl Flores Prieto es un político mexicano, miembro del Partido Acción Nacional, ha sido en dos ocasiones diputado federal.
Saúl Flores Prieto ha sido electo diputado federal en dos ocasiones, por distritos electorales federales con sede en Ciudad Juárez, por el VIII Distrito Electoral Federal de Chihuahua a la LIV Legislatura de 1988 a 1991 y por el III Distrito Electoral Federal de Chihuahua a la LVII Legislatura de 1997 a 2000.